# Nowomichailowka
Nowomichailowka (baschkirisch Яңы Михайловка, russisch Новомихайловка) ist ein Dorf (derewnja) in Baschkortostan (Russland) mit 62 Einwohnern (Stand 2010). Es liegt im Alkinski selsowet.

## Geographie
Der Ort liegt im Tschischminski rajon, 18 Kilometer bzw. 28 Straßenkilometer vom Verwaltungssitz des Rajons, Tschischmy, entfernt. Das Verwaltungszentrum des selsowets, Usytamak, liegt in 3 Kilometern Abstand von Nowomichailowka. Sanatorija Alkino ist die nächstgelegene Ortschaft.

## Bevölkerung
Im Jahr 2010 lebten 62 Menschen im Dorf, die meisten davon (47 %) Russen und Ukrainer (46 %).
| Jahr | Einwohner |
| ---- | --------- |
| 2002 | 60        |
| 2009 | 71        |
| 2010 | 62        |